# Zlatý míč 1994
Zlatý míč, cenu pro nejlepšího fotbalistu Evropy dle mezinárodního panelu sportovních novinářů, v roce 1994 získal bulharský fotbalista Christo Stoičkov z FC Barcelona. Šlo o 39. ročník ankety, organizoval ho časopis France Football a výsledky určili sportovní publicisté ze 49 zemí Evropy.

## Pořadí
| Pořadí | Jméno              | Země               | Klub                            | Body |
| ------ | ------------------ | ------------------ | ------------------------------- | ---- |
| 1      | Christo Stoičkov   | Bulharsko          | FC Barcelona                    | 210  |
| 2      | Roberto Baggio     | Itálie             | Juventus                        | 136  |
| 3      | Paolo Maldini      | Itálie             | AC Milán                        | 109  |
| 4      | Gheorghe Hagi      | Rumunsko           | Brescia Barcelona               | 68   |
| 4      | Tomas Brolin       | Švédsko            | Parma                           | 68   |
| 6      | Jürgen Klinsmann   | Německo            | Monako Tottenham Hotspur        | 43   |
| 7      | Thomas Ravelli     | Švédsko            | IFK Göteborg                    | 21   |
| 8      | Jari Litmanen      | Finsko             | Ajax                            | 12   |
| 9      | Marcel Desailly    | Francie · Ghana    | AC Milán                        | 8    |
| 9      | Dejan Savićević    | Jugoslávie         | AC Milán                        | 8    |
| 11     | Franco Baresi      | Itálie             | AC Milán                        | 7    |
| 11     | Michel Preud'homme | Belgie             | Mechelen Benfica                | 7    |
| 13     | Michael Laudrup    | Dánsko             | Barcelona Real Madrid           | 4    |
| 13     | Jordan Lečkov      | Bulharsko          | Hamburger SV                    | 4    |
| 13     | Eric Cantona       | Francie            | Manchester United               | 4    |
| 16     | Krasimir Balakov   | Bulharsko          | Sporting CP                     | 3    |
| 16     | José Luis Caminero | Španělsko          | Atlético Madrid                 | 3    |
| 16     | Jean-Pierre Papin  | Francie            | AC Milán Bayern Mnichov         | 3    |
| 16     | Giuseppe Signori   | Itálie             | Lazio Řím                       | 3    |
| 16     | Lothar Matthäus    | Německo            | Bayern Mnichov                  | 3    |
| 21     | Philippe Albert    | Belgie             | RSC Anderlecht Newcastle United | 2    |
| 21     | Otto Konrad        | Rakousko           | Austria Salcburk                | 2    |
| 21     | Ciriaco Sforza     | Švýcarsko · Itálie | Kaiserslautern                  | 2    |
| 24     | Kennet Andersson   | Švédsko            | Lille Caen                      | 1    |
| 24     | Zvonimir Boban     | Chorvatsko         | AC Milán                        | 1    |
| 24     | Martin Dahlin      | Švédsko            | Mönchengladbach                 | 1    |
| 24     | Pep Guardiola      | Španělsko          | Barcelona                       | 1    |
| 24     | Andreas Möller     | Německo            | Juventus Borussia Dortmund      | 1    |